# Чемпионство мира ECW в тяжёлом весе
Чемпионство мира в тяжёлом весе ECW (англ. ECW World Heavyweight Championship) — это мировой титул в тяжёлом весе в рестлинге, который первоначально использовался в Extreme Championship Wrestling (ECW), а затем в World Wrestling Entertainment (WWE). Это оригинальный мировой титул промоушена ECW, образованный из титула чемпиона мира в тяжёлом весе NWA. Он был учрежден в ECW в 1994 году, но первоначально был введен в 1992 году предшественником промоушена — Eastern Championship Wrestling. Первым в истории чемпионом был Джимми Снука, однако WWE считает первым чемпионом Шейна Дугласа, его чемпионство началось 27 августа 1994 года.
Титул был аннулирован в 2001 году, когда ECW прекратил свою деятельность. Через два года, летом 2003 года, ECW был приобретен WWE. В 2006 году WWE вновь объявила это чемпионство мировым титулом недавно созданного бренда ECW. Это был третий одновременно действующий титул чемпиона мира в промоушене, дополняющий титул чемпиона WWE и титул чемпиона мира в тяжёлом весе двух других брендов, Raw и SmackDown. Титул чемпиона ECW ненадолго стал единственным мировым титулом бренда Raw в 2008 году в результате драфта того года. Когда WWE расформировала бренд ECW в 2010 году, титул был упразднен, а последним обладателем титула стал Иезекиил Джексон.

## Чемпионы
В истории титула было 49 чемпионств, которые разделили между собой 32 рестлера. Первым в истории чемпионом был Джимми Снука, который выиграл титул, победив Сальваторе Белломо в апреле 1992 года. Наибольшее количество чемпионских титулов принадлежит Сэндмену — пять. Шейн Дуглас в свое четвёртое чемпионство дольше всего владел титулом — 406 дней, а Иезекиил Джексон в своё первое и единственное чемпионство владел титулом 3 минуты, так как титул был сразу же отправлен в историю. Джексон признан последним чемпионом ECW. Второе чемпионство Кристиана было самым продолжительным в WWE — 205 дней.